# Infernal Eternal
Infernal Eternal drugi je koncertni album švedskog black metal-sastava Marduk. Diskografska kuća Blooddawn Productions objavila ga je 31. listopada 2000. godine. Pjesme na uratku snimljene su na koncertu World Panzer Battle Tour u Francuskoj.

## Popis pjesama
| Disc 1 | Disc 1                         | Disc 1   | Disc 1 | Disc 1 | Disc 1 | Disc 1 | Disc 1 | Disc 1 | Disc 1 |
| Br.    | Skladba                        | Trajanje |        |        |        |        |        |        |        |
| ------ | ------------------------------ | -------- | ------ | ------ | ------ | ------ | ------ | ------ | ------ |
| 1.     | »Panzer Division Marduk«       | 2:55     |        |        |        |        |        |        |        |
| 2.     | »Burn My Coffin«               | 4:25     |        |        |        |        |        |        |        |
| 3.     | »Baptism by Fire«              | 3:43     |        |        |        |        |        |        |        |
| 4.     | »The Sun Turns Black as Night« | 3:06     |        |        |        |        |        |        |        |
| 5.     | »Of Hell's Fire«               | 5:18     |        |        |        |        |        |        |        |
| 6.     | »502«                          | 3:11     |        |        |        |        |        |        |        |
| 7.     | »Materialized in Stone«        | 5:23     |        |        |        |        |        |        |        |
| 8.     | »Beast of Prey«                | 4:13     |        |        |        |        |        |        |        |
| 9.     | »Those of the Unlight«         | 4:47     |        |        |        |        |        |        |        |
| 10.    | »Sulphur Souls«                | 6:23     |        |        |        |        |        |        |        |
| 11.    | »Dreams of Blood and Iron«     | 5:59     |        |        |        |        |        |        |        |
| 12.    | »Fistfucking God's Planet«     | 3:56     |        |        |        |        |        |        |        |
| 53:19  |                                |          |        |        |        |        |        |        |        |

| Disc 2 | Disc 2                                          | Disc 2   | Disc 2 | Disc 2 | Disc 2 | Disc 2 | Disc 2 | Disc 2 | Disc 2 |
| Br.    | Skladba                                         | Trajanje |        |        |        |        |        |        |        |
| ------ | ----------------------------------------------- | -------- | ------ | ------ | ------ | ------ | ------ | ------ | ------ |
| 1.     | »On Darkened Wings«                             | 4:13     |        |        |        |        |        |        |        |
| 2.     | »Into the Crypt of Rays« (obrada Celtic Frosta) | 4:08     |        |        |        |        |        |        |        |
| 3.     | »Still Fucking Dead«                            | 3:17     |        |        |        |        |        |        |        |
| 4.     | »Slay the Nazarene«                             | 3:55     |        |        |        |        |        |        |        |
| 5.     | »Departure from the Mortals«                    | 3:36     |        |        |        |        |        |        |        |
| 6.     | »Legion«                                        | 6:58     |        |        |        |        |        |        |        |
| 26:07  |                                                 |          |        |        |        |        |        |        |        |

## Zasluge
Marduk
- B. War – bas-gitara
- Fredrik Andersson – bubnjevi
- Legion – vokali
- Evil – gitara